# التقانة الرومانية القديمة

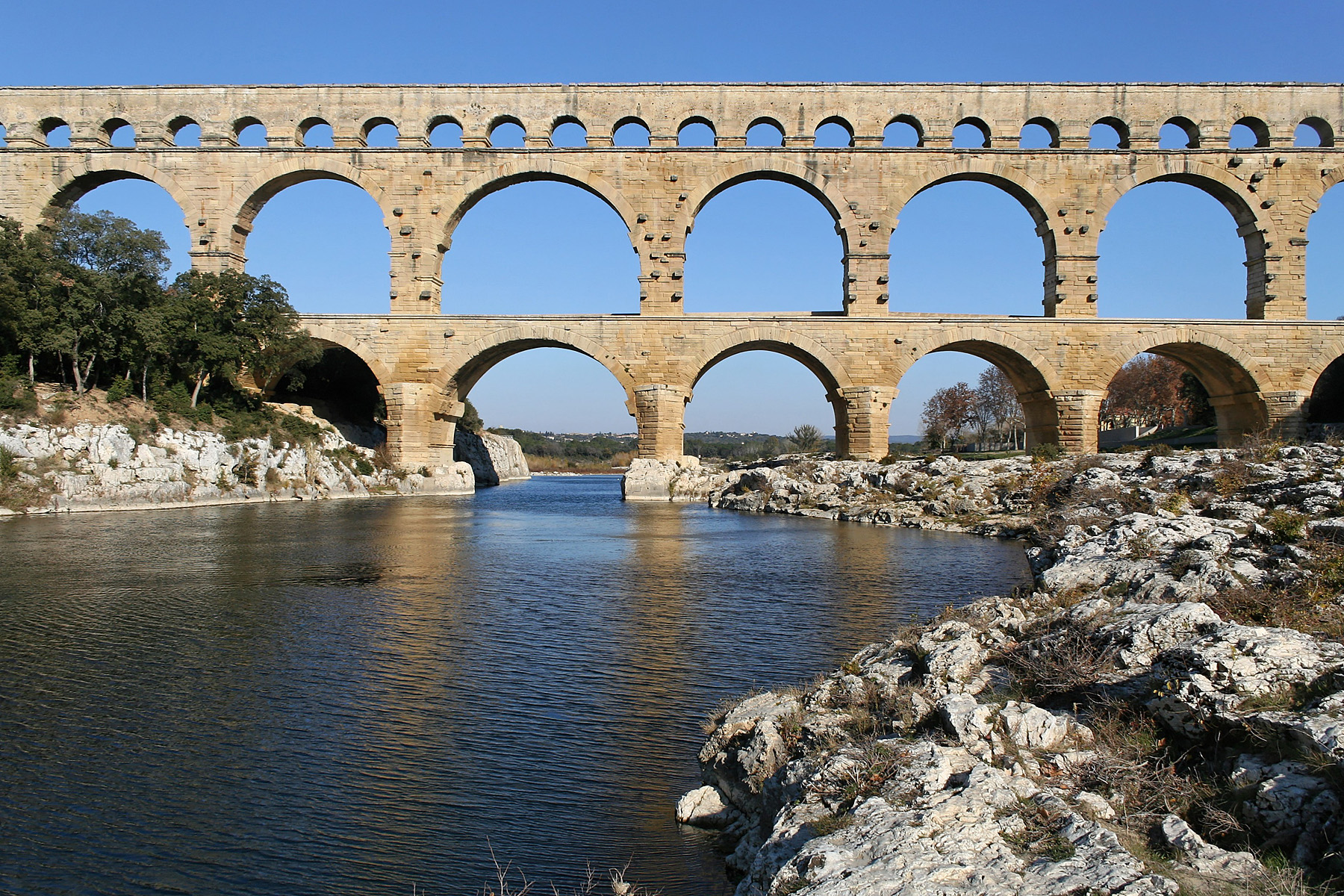
بونت دي غار (القرن الأول الميلادي)، في منطقة غاردون في جنوب فرنسا، أحد روائع التكنولوجيا الرومانية

التكنولوجيا الرومانية (بالإنجليزية: Roman technology) هي مجموعة من الأثريات والمهارات والأساليب والعمليات والممارسات الهندسية التي دعمت الحضارة الرومانية ومكنت روما القديمة (753 ق.م - 476 م) من التوسع في اقتصاديًا وعسكريًا.
كانت الإمبراطورية الرومانية واحدة من أكثر الحضارات القديمة تقدمًا من الناحية التكنولوجية، بيد أن بعض المفاهيم والاختراعات الأكثر تقدمًا باتت منسية خلال العصور المضطربة في العصور القديمة المتأخرة والعصور الوسطى المبكرة. تدريجيًا، أُعيد اكتشاف بعض الإنجازات التكنولوجية الرومانية و/أو تحسينها خلال العصور الوسطى وبداية العصر الحديث؛ بعضها في مجالات كالهندسة المدنية ومواد البناء وتكنولوجيا النقل واختراعات معينة كالحصّادة الميكانيكية التي لم يجرِ تحسينها حتى القرن التاسع عشر. حقق الرومان مستويات عالية من التكنولوجيا لأنهم استعاروا التقنيات من الإغريق والإتروسكان والقلط وغيرهم.
مع مصادر الطاقة المحدودة تمكن الرومان من بناء هياكل رائعة بقي بعضها حتى يومنا هذا. تُعزى متانة الهياكل الرومانية مثل الطرق والسدود والمباني لتقنيات وممارسات البناء التي استخدموها في مشاريع البناء الخاصة بهم. احتوت روما والمنطقة المحيطة بها على أنواع مختلفة من المواد البركانية التي جربها الرومان في صنع مواد البناء، بالأخص الإسمنت والملاط. إلى جانب الخرسانة، استخدم الرومان الحجر والخشب والرخام كمواد بناء. استخدموا هذه المواد لبناء مشاريع الهندسة المدنية لمدنهم ووسائل النقل للسفر البري والبحري.
ساهم الرومان أيضًا في تطوير تقنيات ساحات المعارك. كانت الحرب جانبًا أساسيًا من جوانب المجتمع والثقافة الرومانية. لم يُستخدم الجيش فقط للاستحواذ على الأراضي والدفاع، إنما أيضًا كأداة للمسؤولين المدنيين لمساندة حكومات المقاطعات والمساعدة في مشاريع البناء. اعتمد الرومان وحسنوا وطوروا تقنيات عسكرية لجنود المشاة، وسلاح الفرسان، وأسلحة الحصار للبيئات البرية والبحرية.
نتيجة علاقة الرومان المألوفة مع الحرب، اعتادوا على الإصابات الجسدية. هدفًا لمقاومة الإصابات الجسدية في المجالات المدنية والعسكرية، ابتكر الرومان التقنيات الطبية، وخاصة الممارسات والتقنيات الجراحية.

## أنواع القوى

### القوة البشرية
كانت القوة البشرية وقوة الحيوان أكثر مصادر القوة المتاحة للقدماء. تحريك الأشياء كان استخدام واضح للقوة البشرية. بالنسبة للأشياء التي يتراوح وزنها من 20 إلى 80 رطلًا، يمكن لشخص واحد أن يؤدي المهمة. بالنسبة للأشياء الأكبر وزنًا، قد يتطلب الأمر أكثر من شخص لتحريك الجسم. العامل المحدد في استخدام عدة أشخاص لتحريك الأشياء هو مساحة المقبض المتاحة. للتغلب على هذا العامل المحدد، طوروا الأجهزة الميكانيكية للمساعدة في مناورة الأشياء. أحدها كانت الرافعة التي تستخدم الحبال والبكرات لتحريك الأشياء. تم تشغيل الجهاز بواسطة عدة أشخاص يدفعون أو يسحبون دُسر يدوية متصلة بأسطوانة.
كانت القوة البشرية أيضًا عاملًا في حركة السفن، بالأخص السفن الحربية. على الرغم من أن الأشرعة التي تعمل بالرياح كانت الشكل السائد للطاقة في النقل المائي، إلا أن التجديف غالبًا ما كان يستخدم في الزوارق العسكرية أثناء الاشتباكات القتالية.

### قوة الحيوان

رسم تخطيطي لناعورة الدفع العلوي

كان الاستخدام الأساسي لقوة الحيوان هو النقل. استُخدمت عدة أنواع من الحيوانات في مهام متفاوتة. الثيران مخلوقات قوية لا تتطلب أجود المراعي. نظرًا لقوة الثيران وانخفاض تكلفة رعايتها، استخدمت في الحراثة ونقل كميات كبيرة من البضائع. من عيوب استخدام الثيران أنها بطيئة الحركة. في حال الحاجة إلى السرعة، تُستدعى الخيول. كانت البيئة الرئيسية التي دعت إلى السرعة هي ساحة المعركة، إذ استُخدمت الخيول في فرق الفرسان والكشافة. بالنسبة للعربات التي تنقل الركاب أو المواد الخفيفة، استُخدمت الحمير أو البغال بشكل عام، لأنها كانت أسرع من الثيران وأرخص من الخيول من ناحية العلف. بخلاف استخدامها كوسيلة للنقل، استُخدمت الحيوانات أيضًا في تشغيل الطواحين الدوارة.
بعيدًا عن اليابسة، اكتُشف رسم تخطيطي لسفينة مدفوعة بالحيوانات. يصف العمل المعروف باسم دي ريبوس بيليتشيس (حرفيًا: في الأمور العسكرية) سفينةً تعمل بالثيران. تُربط الثيران بجهاز دوار، وتتحرك الثيران بشكل دائري على أرضية سطح السفينة، وتدوّر بذلك عجلتين جدافتين على جانبي السفينة.  إن احتمالية أن تكون هكذا سفينة قد بنيت بالفعل منخفضة بسبب صعوبة السيطرة على الحيوانات على متن السفينة.

### قوة الماء
تم توليد الطاقة من الماء من خلال استخدام الناعورة. كان للناعورة تصميمان عامان: الدفع السفلي والدفع العلوي. تولد ناعورة الدفع السفلي الطاقة من التدفق الطبيعي لمصدر مياه جاري يدفع مجاديف العجلة المغمورة بالماء. تولد ناعورة الدفع العلوي الطاقة من خلال تدفق المياه على أدليتها من الأعلى. تحقق ذلك عادة عن طريق بناء قناة فوق الناعورة. رغم أنه من الممكن جعل ناعورة الدفع العلوي أكفأ بنسبة 70% من الدفع السفلي إلا أن ناعورة الدفع السفلي كانت عمومًا هي العجلة المفضلة. والسبب هو ارتفاع التكلفة الاقتصادية لبناء قناة مقارنةً بالفائدة البسيطة المتمثلة في دوران الناعورة بشكل أسرع. كان الغرض الأساسي من النواعير هو توليد الطاقة لعمليات الطحن ورفع المياه فوق الارتفاع الطبيعي للمنظومة. ثمة أدلة أيضًا على استخدام النواعير لتشغيل المناشير، إنما شحيحةٌ هي الشروحات الباقية لمثل هذه الأجهزة.

### قوة الرياح
استُخدمت طاقة الرياح في تشغيل المركبات المائية من خلال استخدام الأشرعة. لا يبدو أن طواحين الهواء قد أنشئت في العصور القديمة.

### الطاقة الشمسية
استخدم الرومان الشمس كمصدر سلبي للحرارة الشمسية للمباني كالحمامات. بُنيت حمامات الثيرماي بنوافذ كبيرة تواجه الجنوب الغربي، وهو موقع الشمس في أشد أوقات اليوم حرارة.

### أنواع القوة النظرية

#### قوة البخار
ظل توليد الطاقة من خلال البخار نظريًا في العالم الروماني. نشر هيرو السكندري مخططات لجهاز بخار يقوم بتدوير كرة على محور. استخدم الجهاز الحرارة من المرجل لدفع البخار باتجاه الكرة عبر نظام من الأنابيب. أنتج الجهاز نحو 1500 دورة في الدقيقة ولكنه لم يُستخدم عمليًا على نطاق صناعي لأن متطلبات العمالة للتشغيل والوقود والحفاظ على حرارة الجهاز ستكون باهظة التكلفة.

## التكنولوجيا كحرفة
كانت التكنولوجيا الرومانية تعتمد إلى حد كبير على نظام الحرف. حُفظِت المهارات التقنية والمعرفة في الحرفة المعنية، كالحجارين مثلًا. بهذا المفهوم، كانت المعرفة تنتقل عمومًا من الحرفي الرئيسي إلى الحرفي المتدرب. نظرًا لوجود عدد قليل من المصادر التي يمكن الاعتماد عليها للحصول على المعلومات التقنية، فمن المفترض أن الحرفيين حافظوا على سرية معرفتهم. فيتروفيو وبلينيوس الأكبر، وفرونتينوس هم من بين الكتاب القلائل الذين نشروا معلومات تقنية حول التكنولوجيا الرومانية. كانت هناك مجموعة من الكتيبات حول الرياضيات الأساسية والعلوم مثل العديد من كتب أرخميدس، وكتيسبيوس، وهيرون (المعروف أيضًا باسم هيرو السكندري)، وإقليدس وغيرهم. لم تنجُ جميع الكتيبات التي كانت متاحة للرومان كما يتضح من الأعمال الأدبية المفقودة.